# الدوري الفلسطيني الممتاز للضفة الغربية 1977
حدث الموسم الأول للدوري الممتاز في الضفة الغربية عام 1977  وهو الإكمال الرابع للدرجة العليا الفلسطينية، أسس هذا الدُّوري رابطتي الأندية الرياضية في الضفة الغربية وفي قطّاع غزة.  توج سلوان ببطولة الدوري.

## جدول الدوري
| رتبة | فريق                  | محافظة           | نقاط | ملحوظات |
| ---- | --------------------- | ---------------- | ---- | ------- |
| 1    | سلوان                 | القدس الشرقية    | 28   | البطولة |
| 2    | العربي بيت صفافا      | القدس الشرقية    | 23   | الوصافة |
| 3    | جمعية الشبان المسيحية | القدس الشرقية    | 22   |         |
| 4    | مجموعة البيرة         | رام الله والبيرة | 22   |         |
| 5    | شباب الخليل           | الخليل           | 22   |         |